# جانيت ماغيري
جانيت ماغيري (بالإنجليزية: Janet Maguire)‏ هي صحفية وملحنة أمريكية، ولدت في 1927 في شيكاغو في الولايات المتحدة.